# Johanneskyrkan, Bergen

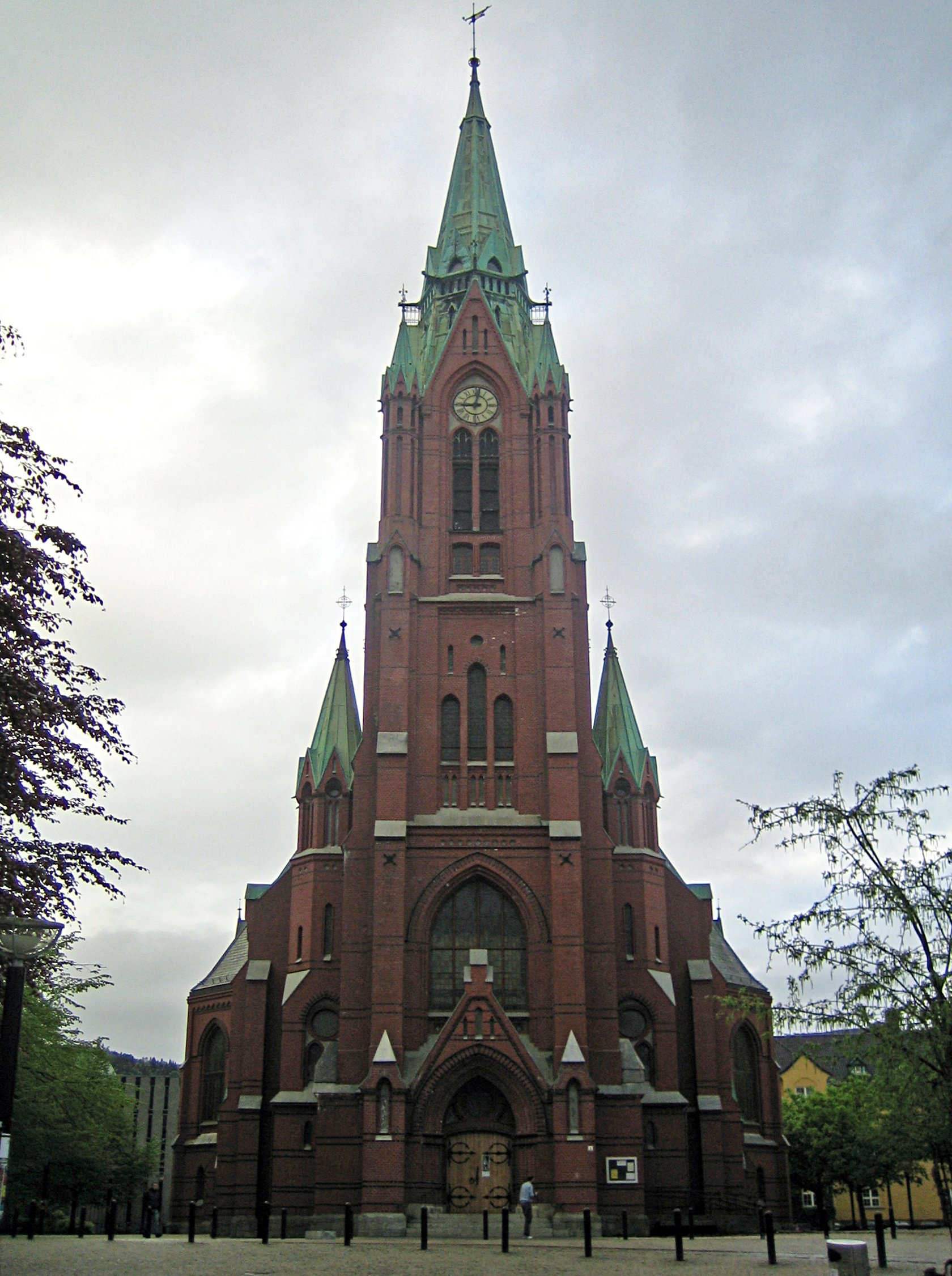
Johanneskyrkan i Bergen.

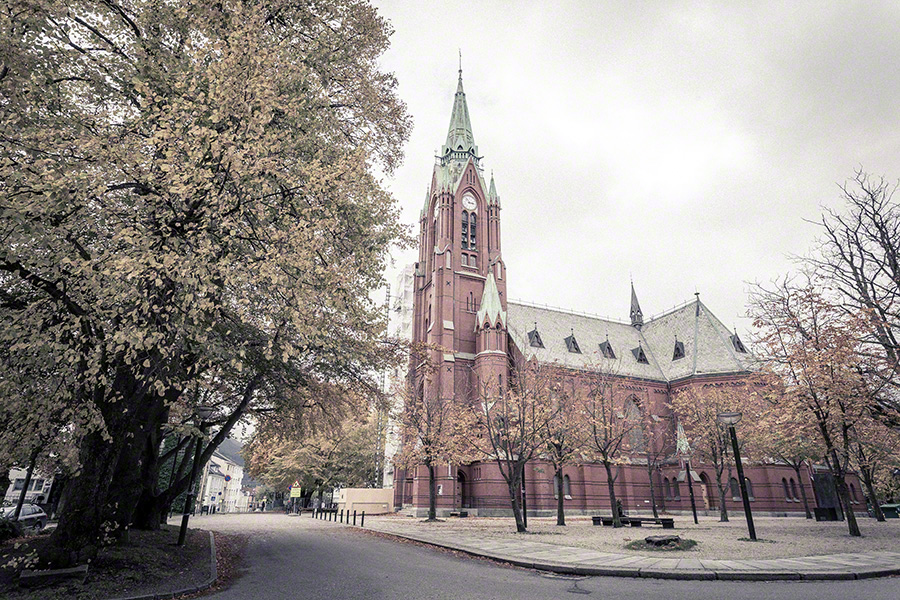
Kyrkan sedd från sidan. Foto: Tore Sætre

Johanneskyrkan (norska: Johanneskirken) är en korskyrka från 1894 i Bergens kommun i Vestland fylke i västra Norge. Den ligger på Sydneshaugen i staden Bergen.
Kyrkan byggdes mellan 1888 och 1894. Den ritades av arkitekten Herman Major Backer, och är med sina 61 meter Bergens högsta torn. Den har även det största kyrkorummet i staden, med sittplats för 1 250 personer. Den är byggd i tegel i nygotisk stil.